# Strangeways
Strangeways är ett melodiöst AOR rockband från Glasgow, Skottland.
Strangeways släppte debutalbumet "Strangeways" 14.04.1986. Albumet fick lysande recensioner, särskilt från den brittiska pressen, som såg potential i bandet. När albumet släpptes i butiken hade sångaren Tony Liddell redan ersatts av Terry Brock, som blivit övertalad av bandets producent Kevin Elson (Journey, Europa etc.) att ta över rodret som sångare.
Strangeways turnerade intensivt i Europa och agerade förband till bland annat Bryan Adams och Meat Loaf. Nästkommande album "Native Sons" placerade bandet på kartan över melodiösa AOR rockband och fick hyllningar såsom "det bästa AOR rockalbumet genom tiderna".
1989 kom bandets tredje album "Walk in the Fire". Bandet ville att denna skiva skulle vara mer personlig och inte ha ett Journey-sound som den förra skivan anklagades för att ha. Resultatet blev fantastiskt bra, och "Walk in the Fire" blev den bäst säljande skivan hittills. Den innehöll låtar såsom "Love Lies Dying", "Every Time You Cry" och "Where Are They Now" som anses vara bland de bästa AOR låtarna någonsin.
Bandet började se frukten av intensivt turnerande, men sångaren Terry Brock åkte i hemlighet till USA för en provspelning för Deep Purple för att ta Ian Gillans plats. Efter detta återvände han aldrig och lämnade således bandet. Ian J Stewart tog över mikrofonen och bandet släppte plattorna "And The Horse" (1995), "Any Day Now" (1997) och "Gravitational Pull" (2000). Dessa hade en annan stil än de tidigare plattorna, och nådde ingen större framgång.
Inför spelningen på Firefest 2010 släpps nyheten att Terry Brock kommer att återförenas med Strangeways för att göra en ny platta, vilket kommer som en stor överraskning. Samma år släpps plattan "Perfect World". Ian J Stewart kommenterar: "Jag trodde aldrig jag och Brock skulle spela tillsammans igen, men vår relation är idag bättre än den någonsin varit, och det beror säkert på att vi är både äldre och klokare nu."
"Perfect World" fortsätter där "Walk in the Fire" slutade med en mognare och mer utvecklad stil, och förstås med magiska Terry Brocks sång. Ian J Stewart säger: "Vår melodiösa "heart and soul" rockmusik spelas med attityd, känsla och finess".

## Ursprungliga medlemmar
- Tony Liddell/Terry Brock - Sång
- Jim Drummond - Trummor
- David Stewart - Bas
- Ian J Stewart - Gitarr

## Nuvarande medlemmar
- Terry Brock - Sång
- Jim Drummond - Trummor
- Warren Jolly - Bas
- Ian J Stewart - Gitarr
- Dave Moore - Keyboard

## Diskografi
- 1986 - Strangeways
- 1987 - Native Sons
- 1989 - Walk in the Fire
- 1994 - And the Horse
- 1999 - Greatest Bits
- 2000 - Gravitational Pull
- 2003 - Living in the Danger Zone
- 2010 - Perfect World
- 2011 - Age Of Reason